# Dalsøyra
Dalsøyra är en ort i Gulens kommun i Vestland fylke i västra Norge. Orten ligger vid fylkesväg 57, på östra sidan av Eidsfjorden, en sydlig arm av Gulafjorden.